# Southern Girl
«Southern Girl» (с англ. — «Девушка с юга») — песня американского кантри-певца и автора-исполнителя Тима Макгро, вышедшая в июле 2013 года в качестве четвёртого сингла с его студийного альбома Two Lanes of Freedom (2013). Песня достигла позиции № 4 в американском хит-параде Billboard Country Songs. Авторами песни выступили Jaren Johnston, Rodney Clawson и Lee Thomas Miller.

## История
Песня о девушках с юга и о том, как певец находит их привлекательными.
«Southern Girl» дебютировал на 57-м месте в Billboard Country Airplay 20 сентября 2013 года. Он также дебютировал на 44-м месте в чарте Billboard Hot Country Songs 4 октября 2013 года.
«Shotgun Rider» достиг позиции № 4 в американском хит-параде кантри-музыки Billboard Hot Country Songs и позиции № 42 Billboard Hot 100.
Сингл был сертифицирован в золотом и платиновом статусе Recording Industry Association of America в 2014. Тираж достиг 526,000 копий в США к сентябрю 2014 года.
Песня получила положительные отзывы музыкальных критиков: Taste of Country, Country Weekly.

## Музыкальное видео
Режиссёром музыкального видео выступил Shane Drake, а премьера состоялась в июле 2013 года.

## Чарты
| Чарт (2013-14)                      | Высшая позиция |
| ----------------------------------- | -------------- |
| Канада (Billboard Canadian Hot 100) | 61             |
| Канада (Billboard Country)          | 1              |
| США (Billboard Hot 100)             | 42             |
| США (Billboard Hot Country Songs)   | 4              |
| США (Billboard Country Airplay)     | 2              |

| Чарт (2013)                      | Позиция |
| -------------------------------- | ------- |
| US Country Airplay (Billboard)   | 12      |
| US Hot Country Songs (Billboard) | 41      |

## Сертификации
| Регион | Сертификация | Продажи   |
| --- | ------------ | --------- |
| США (RIAA) | Платиновый   | 1 000 000 |
| * Данные о продажах приведены только на основе сертификации. ^ Данные о тиражах приведены только на основе сертификации. |              |           |